# Dans un autre monde (album)
 (août 2025).
Motif : Notoriété ? Aucun développement depuis 2009...
- Archive Wikiwix
- Bing
- Cairn
- DuckDuckGo
- E. Universalis
- Gallica
- Google
- G. Books
- G. News
- G. Scholar
- Persée
- Qwant
- (zh) Baidu
- (ru) Yandex
- (wd) trouver des œuvres sur Wikidata

| 1. | Préciser le motif de la pose du bandeau. | Précisez le motif de la pose du bandeau en utilisant la syntaxe suivante : {{admissibilité à vérifier\|date=août 2025\|motif=remplacez ce texte par le motif}}                                   |
| 2. | Informer les utilisateurs concernés.     | Pensez à avertir le créateur de l'article, par exemple, en insérant le code ci-dessous sur sa page de discussion : {{subst:avertissement admissibilité à vérifier\|Dans un autre monde (album)}} |

Pour les articles homonymes, voir Dans un autre monde.
Albums de Beat de Boul
Dans la Ville
(2000)
Dans un autre monde est un album de Beat de Boul sorti en 2007.

## Liste des titres
1. 60 piges
2. Élevé à la ceinture
3. Bulletin de vote
4. Explosif
5. 92 Hémorragie
6. Chaque jour
7. Parle pas
8. Profond et loin
9. J'écris avec mon cœur
10. On est blessé
11. Algérie
12. Pierre tombale
13. Révolution
14. Vision profonde
15. Je vis pour le Hip-hop